# Sinterklaasintocht

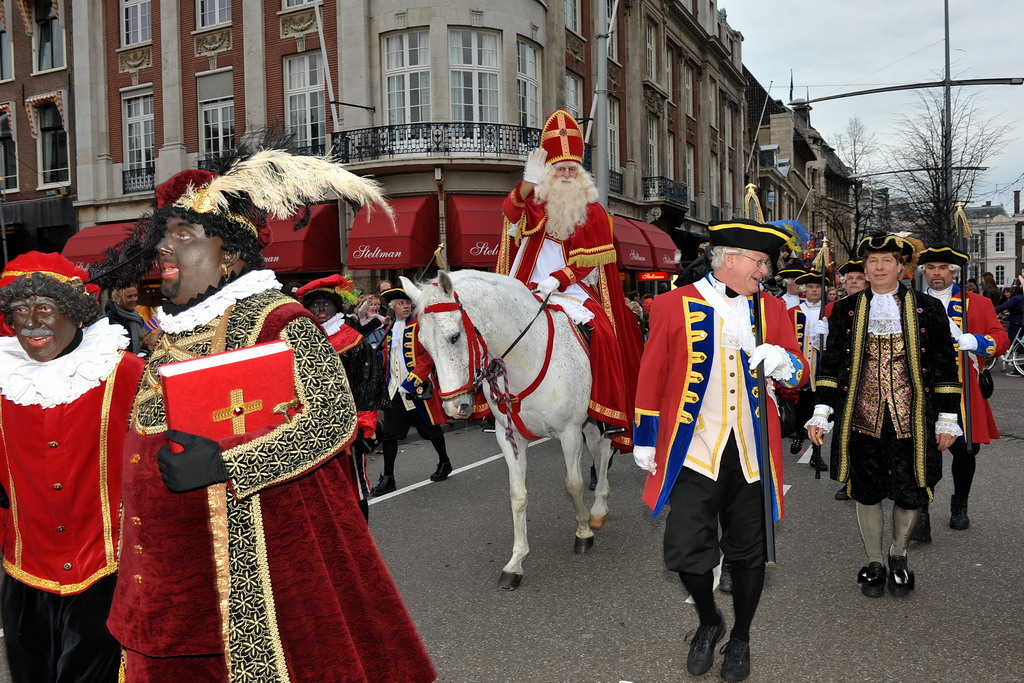
Sinterklaasintocht in Den Haag in 2010.

Een Sinterklaasintocht of intrede van Sinterklaas is een traditie van het in Nederland en België gevierde sinterklaasfeest waarbij Sinterklaas uit Spanje in een bepaalde woonplaats arriveert en daar met een intocht verwelkomd wordt. De intocht wordt over het algemeen gehouden in een weekend in november.
Waar mogelijk komt Sinterklaas meestal per stoomboot aan, of anders op andere manieren zoals per trein, helikopter, bakfiets of in een aantal plaatsen zelfs met paard en wagen. Na aankomst volgt een intocht van Sinterklaas met zijn paard en Pieten. De intocht gaat zoals met een middeleeuwse blijde inkomst vaak vergezeld van enkele rituelen waaronder een verwelkoming door de burgemeester en een fanfare. De aankomst is het officiële sein voor kinderen dat ze vanaf dat moment hun schoen mogen zetten. Dergelijke intochten worden in vele plaatsen gehouden.

## Geschiedenis
In veel landen waar Sint-Nicolaasdag gevierd werd was er een intocht van Nicolaas van Myra in de vorm van een processie van een heilige, zoals die bekend is uit het katholieke geloof. De oudste intocht per boot is die van de Italiaanse stad Bari, die sinds 1087 − het jaar waarin de relicten van de heilige Nicolaas naar deze plaats werden overgebracht − jaarlijks plaatsvindt.
De eerste intocht van Sinterklaas in Nederland vond plaats in 1888, in Venray. Dit gebeurde op 6 december, de datum waarop tegenwoordig het sinterklaasfeest eindigt. In Amsterdam wordt sinds 1934 een groots opgezette jaarlijkse intocht van Sinterklaas gehouden die van 1952 tot 1963 werd uitgezonden op de landelijke televisie. Sindsdien wordt op de landelijke televisie rechtstreeks verslag gedaan van een intocht door de uitzending van de Landelijke intocht van Sinterklaas in Nederland en sinds 2003 via Hij komt, hij komt... De intrede van de Sint in België. De intocht wordt in Nederland uitgezonden bij NPO Zapp op NPO 3 en in België op VRT 1 en Ketnet.
Vanwege de coronacrisis werden er in 2020 intochten geschrapt of zonder publiek gehouden. In 2021 vonden in diverse plaatsen weer intochten plaats, op andere plaatsen werd deze (op het laatste moment) afgelast. In deze jaren werd de Landelijke Intocht van Sinterklaas niet rechtstreeks uitgezonden, maar van tevoren opgenomen bij Paleis Soestdijk en werd de aankomstlocatie geheimgehouden om te voorkomen dat er publiek op af zou komen. In 2020 werd dit ook gedaan in België. Ook daar werd dat jaar de intocht van tevoren opgenomen en de locatie geheimgehouden, zodat dat jaar zowel in Nederland als in België de intocht zonder publiek konden worden gehouden.

## Fotogalerij

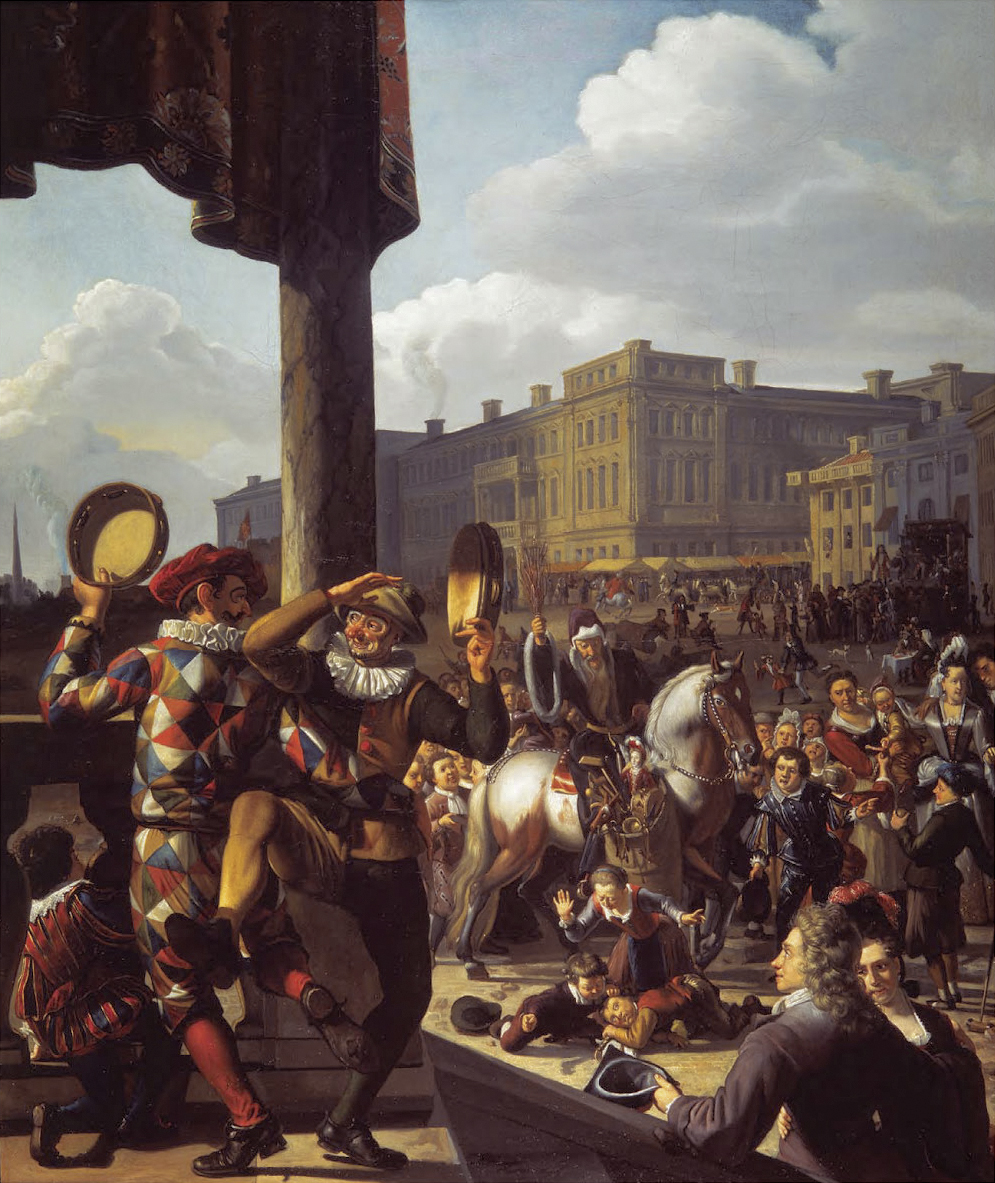
Het Sint Nicolaasfeest, Matthijs Naiveu, 1703.
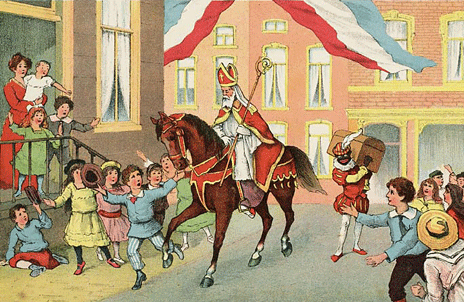
Afbeelding uit 1905.
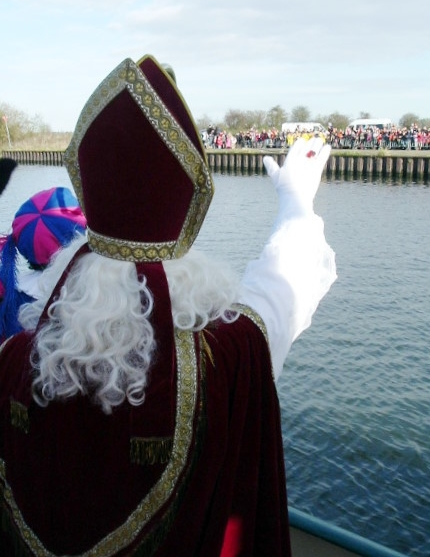
Sinterklaas zwaait vanaf zijn boot.
- De aankomst van Sinterklaas in Eindhoven in 1945.
- Polygoonjournaal over de intocht van Sinterklaas in Amsterdam in 1959.
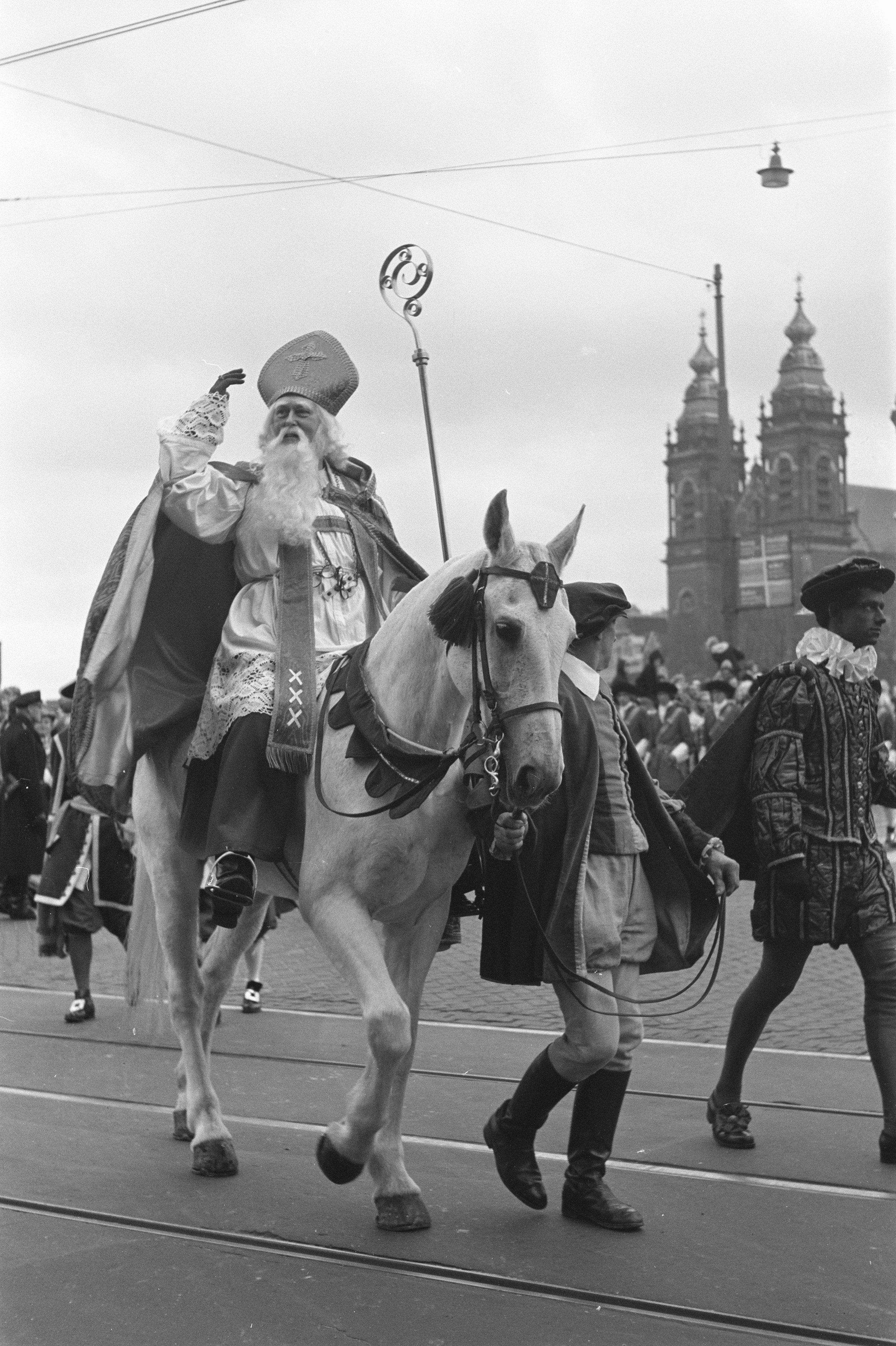
Sinterklaas op het Damrak in Amsterdam, met op de achtergrond de Sint-Nicolaaskerk; 17 november 1959.
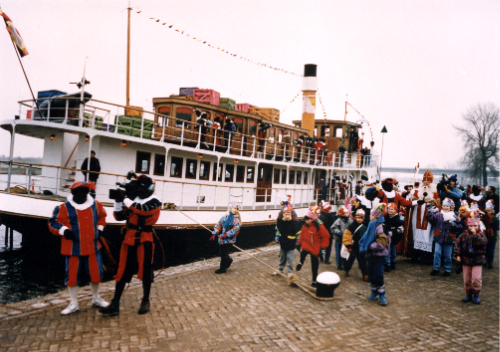
Intocht in Ravenstein, 20 november 1993.
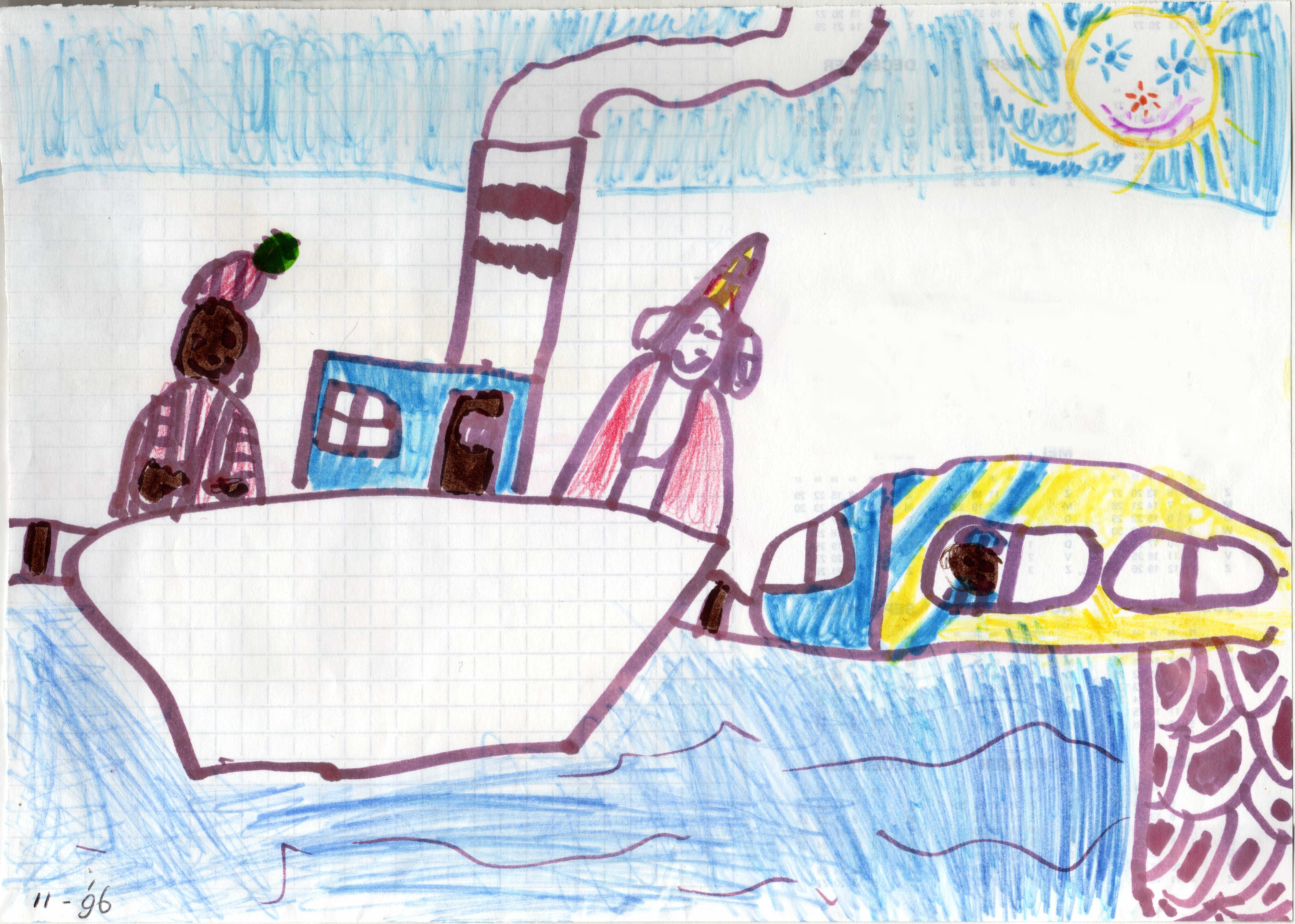
Een kindertekening over de intocht van 1996.
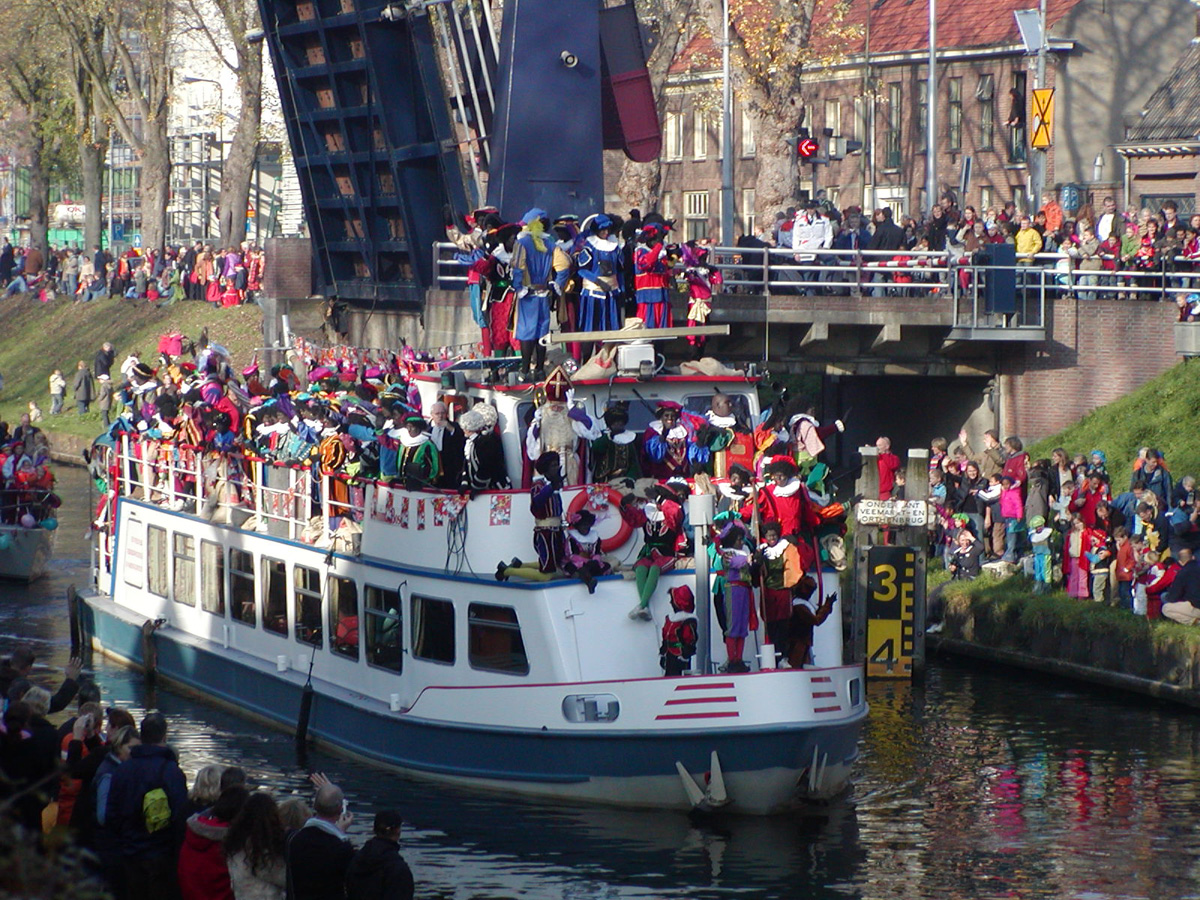
De intocht van Sinterklaas in 's-Hertogenbosch (2005).
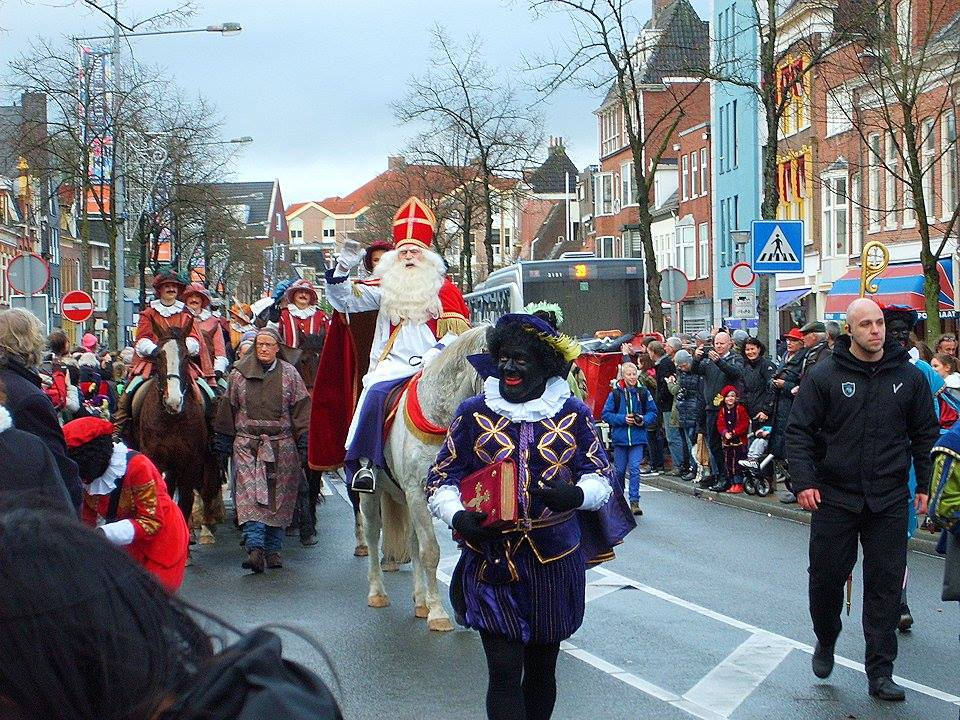
Sinterklaas in Groningen onderweg van de boot naar het gemeentehuis, waar hij wordt ontvangen door de burgemeester; 21 november 2015.
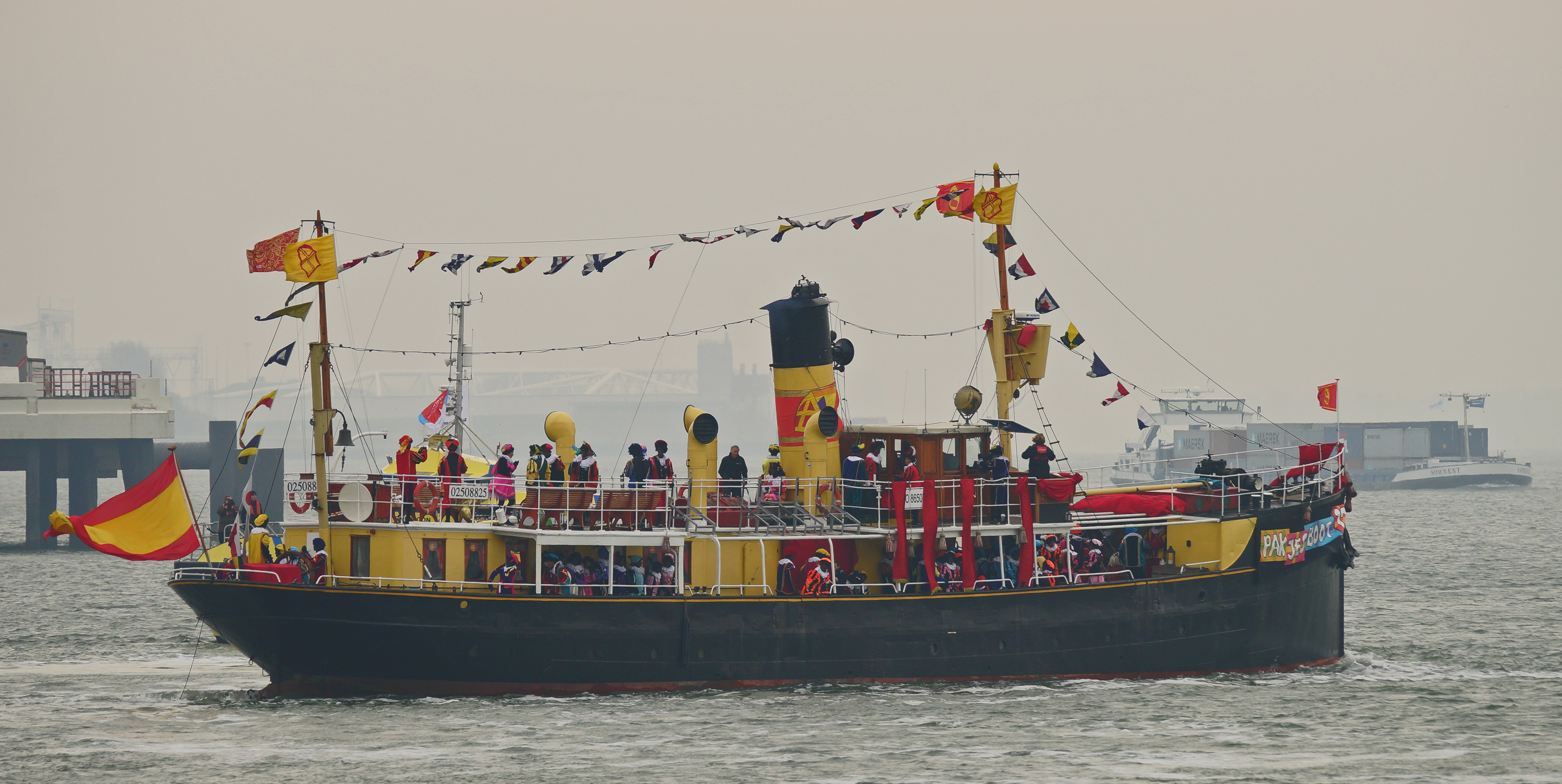
Nationale Intocht Sinterklaas met de Pakjesboot 12 (Maassluis 2016).
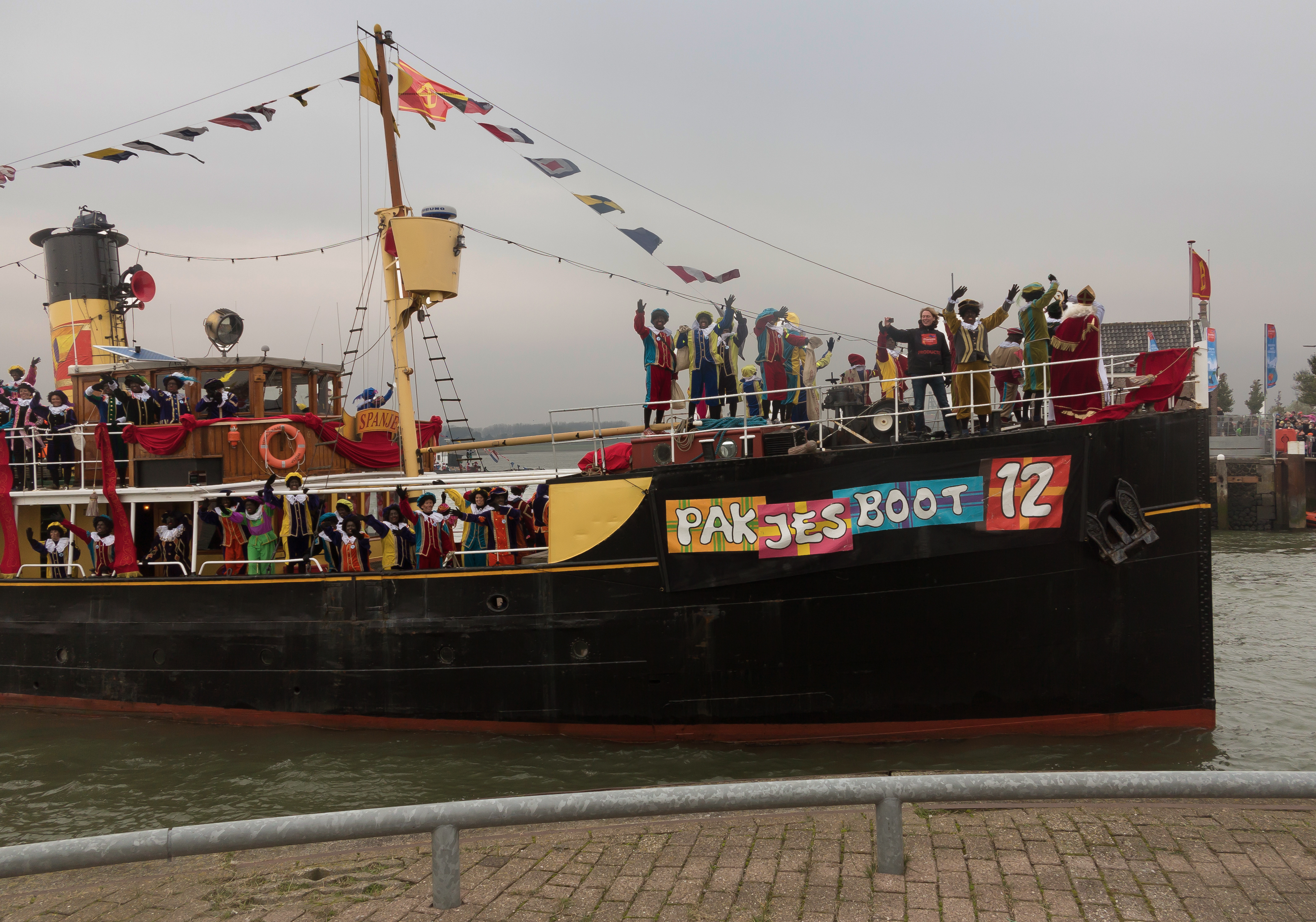
Nationale Intocht Sinterklaas met de Pakjesboot 12 (Maassluis 2016).